# Литлтон Комон (Масачусетс)
Литлтон Комон (енгл. Littleton Common) насељено је место без административног статуса у америчкој савезној држави Масачусетс.

## Демографија
По попису из 2010. године број становника је 2.789, што је 27 (-1,0%) становника мање него 2000. године.
| Група             | 2000.         | 2010.         |
| Белци             | 2.714 (96,4%) | 2.615 (93,8%) |
| Афроамериканци    | 8 (0,3%)      | 16 (0,6%)     |
| Азијати           | 37 (1,3%)     | 65 (2,3%)     |
| Хиспаноамериканци | 34 (1,2%)     | 38 (1,4%)     |
| Укупно            | 2.816         | 2.789         |